# Hrabstwo Hennepin

Piramida wieku hrabstwa

Hrabstwo Hennepin ze stolicą w mieście Minneapolis, znajduje się w centralno-wschodniej części stanu Minnesota, USA. Według danych z 2000 zamieszkuje je 1 116 200 mieszkańców, z czego 80,53% stanowią biali.

## Sąsiednie hrabstwa
- Hrabstwo Anoka (północny wschód)
- Hrabstwo Ramsey (wschód)
- Hrabstwo Dakota (południowy wschód)
- Hrabstwo Scott (południe)
- Hrabstwo Carver (południowy zachód)
- Hrabstwo Wright (północny zachód)

## Podział administracyjny
| Miasta | Miasta |  |
| --- | --- |  |
| - Bloomington - Brooklyn Center - Brooklyn Park - Champlin - Corcoran - Crystal - Deephaven - Eden Prairie - Edina - Excelsior - Golden Valley - Greenfield - Greenwood - Hopkins - Independence - Long Lake - Loretto - Maple Grove - Maple Plain - Medicine Lake | - Medina - Minneapolis - Minnetonka - Minnetonka Beach - Minnetrista - Mound - New Hope - Orono - Osseo - Plymouth - Richfield - Robbinsdale - Rogers - Shorewood - Spring Park - St. Bonifacius - St. Louis Park - Tonka Bay - Wayzata - Woodland |  |